# Veľké Chyndice
Veľké Chyndice este o comună slovacă, aflată în districtul Nitra din regiunea Nitra. Localitatea se află la altitudinea de 174 m deasupra n.m., se întinde pe o suprafață de 5,05 km2 și în 2017 număra 314 locuitori.

## Istoric
Localitatea Veľké Chyndice este atestată documentar din 1234.

## Demografie
| An:                | 1994 | 2004   | 2014   | 2024   |
| ------------------ | ---- | ------ | ------ | ------ |
| Număr de persoane: | 367  | 342    | 319    | 339    |
| Diferență:         |      | −6,81% | −6,72% | +6,26% |

| An:                | 2023 | 2024   |
| ------------------ | ---- | ------ |
| Număr de persoane: | 344  | 339    |
| Diferență:         |      | −1,45% |